# Ramokgwebana
Ramokgwebana é uma vila localizada no distrito Nordeste em Botswana, situada perto da fronteira com o Zimbabwe na ligação ferroviária entre Francistown e Bulawayo. Possuía, em 2011, uma população estimada de 1 548 habitantes.